# Liberty (Indiana)
Pour les articles homonymes, voir Liberty.
La ville de Liberty est le siège du comté d'Union, situé dans l’État de l’Indiana, aux États-Unis. Sa population s’élevait à 2 133 habitants lors du recensement de 2010, estimée à 2 038 habitants en 2017.

## Dans la culture populaire
La ville est citée dans Les Chiens de Baskerville, le 2e épisode de la 2e saison de la série britannique Sherlock, pour avoir été le lieu d'une expérience scientifico-militaire, dans le but d'obtenir une arme chimique provoquant la peur et la confusion sur les personnes cibles.

## Démographie
| Groupe            | Liberty | Indiana | États-Unis |
| ----------------- | ------- | ------- | ---------- |
| Blancs            | 96,8    | 84,3    | 72,4       |
| Métis             | 0,9     | 2,0     | 2,9        |
| Afro-Américains   | 0,8     | 9,1     | 12,6       |
| Autres            | 0,8     | 2,7     | 6,2        |
| Asiatiques        | 0,4     | 1,6     | 4,8        |
| Amérindiens       | 0,3     | 0,3     | 0,9        |
| Océaniens         | 0,1     | -       | 0,2        |
| Total             | 100     | 100     | 100        |
|                   |         |         |            |
| Latino-Américains | 1,6     | 6,0     | 16,7       |

Selon l’American Community Survey, pour la période 2011-2015, 98,48 % de la population âgée de plus de 5 ans déclare parler anglais à la maison, alors que 0,81 % déclare parler l'espagnol, 0,51 % l'allemand et 0,20 % le japonais.